# Enrique Clemente Cubillas
Enrique Clemente Cubillas (Bilbao, 1942-Salamanca, 27 de abril de 2016) fue un profesor universitario y político socialista español, que ocupó diversos cargos de responsabilidad en la Junta de Castilla y León y en la Administración General del Estado.

## Biografía
Establecido en Salamanca en los años 1960, se doctoró en Geografía por la Universidad de Salamanca, donde permaneció después como profesor titular de Geografía Humana. Miembro del Partido Socialista Obrero Español (PSOE) durante la oposición al franquismo, tanto en la Transición como posteriormente fue miembro de la dirección local y provincial socialista salmantina y de la dirección regional. En la Junta de Castilla y León fue consejero de Obras Públicas y Ordenación del Territorio durante la presidencia de Demetrio Madrid y en la IV legislatura de España, director general de  Ordenación y Coordinación Ambiental (1990-1991), organismo entonces adscrito al Ministerio de Obras Públicas y Urbanismo bajo la presidencia del gobierno de Felipe González. La dirección general desapareció en 1991 con la reordenación de las competencias de Medio Ambiente. Fue elegido concejal del Ayuntamiento de Salamanca en las elecciones municipales de 2003.
Como géografo, fue autor del libro Desarrollo urbano y crisis social en Ferrol (1984), localidad gallega a la que dedicó varios estudios, así como de diversos artículos en publicaciones especializadas y colaboraciones en obras colectivas sobre ordenación, planificación, territorio, geografía y políticas urbanas. Falleció en abril de 2016 como consecuencia de una afección cardiaca.